# 932nd Airlift Wing

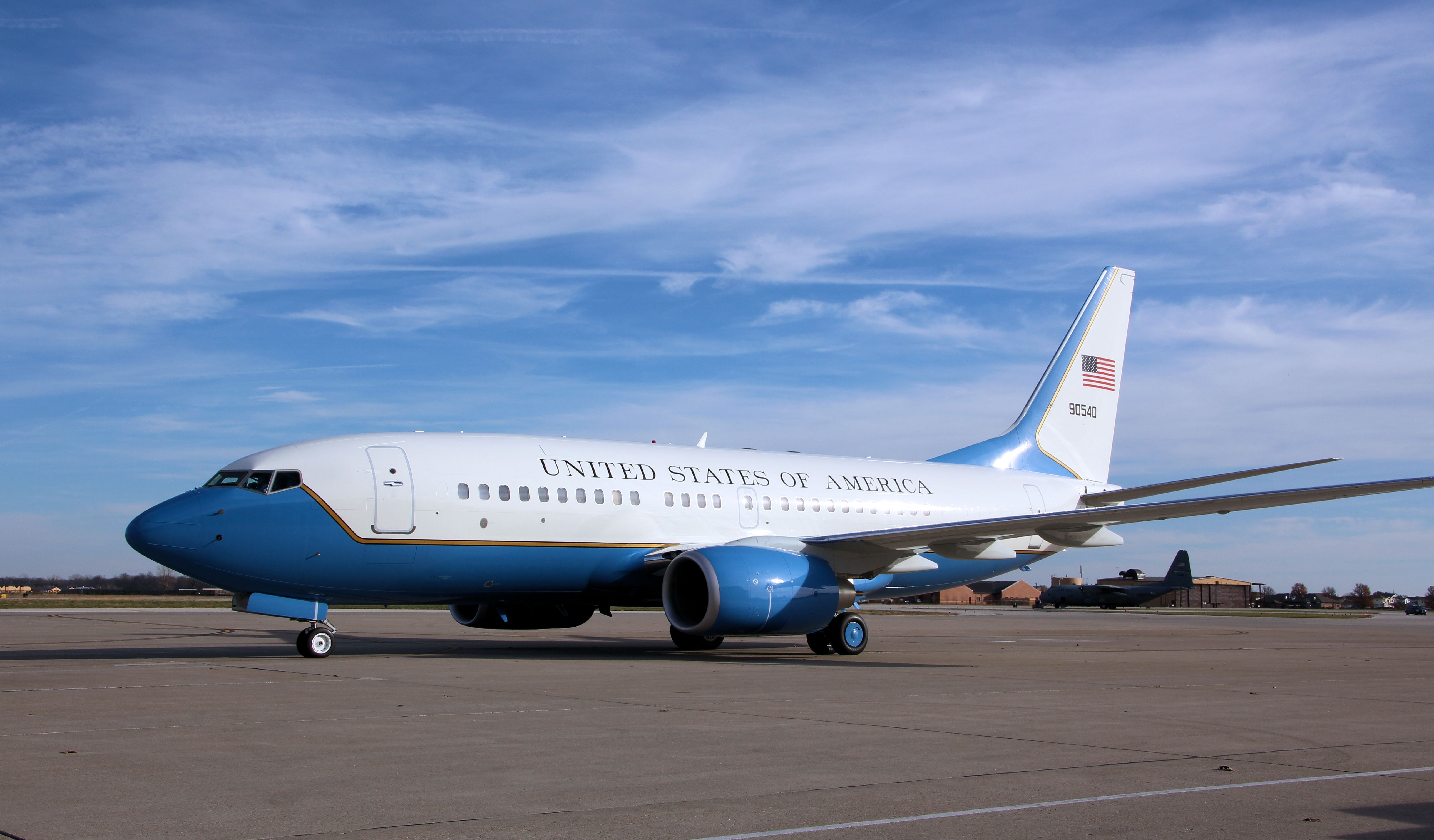
C-40C dello Stormo

Il 932nd Air Mobility Wing è uno stormo da trasporto VIP dell'Air Force Reserve Command, inquadrato nella Fourth Air Force. Il suo quartier generale è situato presso la Scott Air Force Base, in Illinois.

## Organizzazione
Attualmente, al maggio 2017, esso controlla:
- 932nd Operations Group
  - 932nd Operation Support Flight
  - 932nd Aeromedical Evacuation Squadron
  -  73rd Airlift Squadron - Equipaggiato con 4 C-40C

All'unità è associato il 54th Airlift Squadron, 375th Air Mobility Wing
- 932nd Maintenance Group
  - 932nd Aircraft Maintenance Squadron
  - 932nd Maintenance Operations Flight
  - 932nd Maintenance Squadron
- 932nd Medical Group
  - 932nd Aeromedical Staging Squadron
  - 932nd Aerospace Medicine Squadron
  - 932nd Medical Squadron
- 932nd Mission Support Group
  - 932nd Civil Engineer Squadron
  - 932nd Force Support Squadron
  - 932nd Security Forces Squadron
  - 932nd Logistics Readiness Flight
  - 932nd Services Flight
  - 932nd Military Personnel Flight